# Оптимізатор
Оптиміза́тор (рос. оптимизатор, англ. optimizer, нім. Optimiergerät n, Optimierungsgerät n) — набір технічних пристроїв (система автоматичного регулювання чи керувальна обчислювальна машина), що забезпечує найкращий (оптимальний) перебіг певного керованого (зокрема виробничого чи технологічного) процесу.
о. автоматичний  (рос. автоматический оптимизатор;  англ. automatic optimizer) – пристрій, що дозволяє
шляхом автоматичного пошуку знаходити значення однієї або декількох вхідних величин керованого об'єкта, при
яких вихідна величина об'єкта набуває екстремального значення.